# رنه ویوین

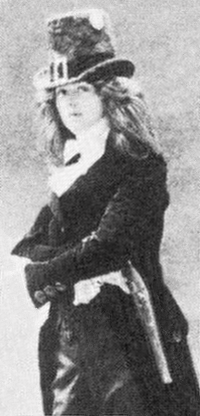
رنه ویوین.

رنه ویوین (به انگلیسی: Renée Vivien) ‏) (۱۱ ژوئن ۱۸۷۷ - ۱۸ نوامبر ۱۹۰۹) یک شاعر بریتانیایی بود که به فرانسوی می‌نوشت.
او به نمادگرایی علاقه زیادی داشت و سروده‌هایش شامل غزل، اشعار یازده‌هجایی و اشعار نثری است.
از مهم‌ترین آثار او می‌توان به «سافو»، «گیتارها»، «زهر هکوران»، «ترانه برای سایه من» و «خاطرات و خاکسترها و غبارها» اشاره کرد. وی نوامبر ۱۹۰۹ در تارن پاریس از دنیا رفت.